# Antas von Poço da Gateira
Koordinaten: 38° 26′ 22,2″ N, 7° 27′ 4″ W
Die beiden Antas von Poço da Gateira sind Megalithanlagen und liegen südlich der Hauptstraße von Reguengos de Monsaraz nach Monsaraz im Distrikt Évora des Alentejo in Portugal. Sie spielten forschungsgeschichtlich eine wichtige Rolle, insbesondere Poço da Gateira 1 ist von besonderer Bedeutung. Anta oder Dolmen ist die portugiesische Bezeichnung für etwa 5000 Megalithanlagen, die während der Jungsteinzeit im Westen der Iberischen Halbinsel von den Nachfolgern der Cardial- oder Impressokultur errichtet wurden.
Die Antas befinden sich etwa drei Kilometer ostsüdöstlich vom Dorf São Pedro do Corval (Gemeinde Corval) auf einer kleinen Anhöhe oberhalb des namengebenden Brunnens (Poço). Es handelt sich um zwei unscheinbare, nahe beieinander liegende, polygonale Ganggräber.
Anta 2 war bei der Auffindung zur Hälfte zerstört. Die Anta 1 erbrachte jedoch bei der Ausgrabung in den 1940er Jahren wichtige Funde und Befunde. In einer Reihe fanden sich zwölf zwar zerscherbte, aber komplette Gefäße (darunter Kümpfe), manche von leuchtend roter Farbe, sogenannte Almagra-Keramik. Mittels der Scherben wurden in den 1970er Jahren mit Hilfe der Thermolumineszenzdatierung zwei absolute Daten, 4510 ± 360 (OxTL169b) und 4440 ± 360 v. Chr. ermittelt. Sie werden dafür herangezogen, die Errichtung dieser kleinen alentejanischen Dolmen in die zweite Hälfte des 5. Jahrtausends v. Chr. zu datieren.
Zum Fund gehören auch 23 Steinwerkzeuge, die sich meist zwischen den Gefäßen und der Kammerwand befanden. In einem Fall fanden sich ein Steinbeil und ein Dexel (quer geschäftete Axt) in einem Gefäß. Die Ausgräber interpretieren die Befunde dahingehend, dass die Toten in Sitzstellung an die Wand gelehnt saßen (eine auch in Skandinavien vertretene Interpretation der Knochenhaufen), die geschäfteten Werkzeuge (Beil und Hacke) in der Hand haltend, und dass diese im Zuge des Zerfalls in die halb mit Erde gefüllten, zu Füßen der Toten stehenden Gefäße gerutscht seien. Zur Ausrüstung der Toten gehören auch Mikrolithen und unretuschierte Feuersteinklingen. Diese Fundkombination gilt als jungsteinzeitlich.